# Вехтев, Сергей Александрович
Сергей Александрович Вехтев (бел. Сяргей Аляксандравіч Вехцеў; род. 8 мая 1971, Смоленск) — белорусский футболист, тренер.

## Клубная карьера
Начинал заниматься футболом в Смоленске, по амплуа был защитником. Позже переехал в Витебск, где сначала попал во вторую команду КИМа к тренеру Вячеславу Акшаеву. Проходил воинскую службу в Минске. Затем стал играть за основную команду витебского клуба (позже клуб носил названия «Двина», «Локомотив-96», «Локомотив», «Витебск») с первого чемпионата Беларуси, причём Акшаев перевёл его в нападение. После четырёх сезонов игры за витебскую команду, в 1995 году перешёл в немецкую «Боруссию» Дортмунд, но не сумел закрепиться в её составе, играл за вторую команду, а затем за команду Оберлиги из Дюльмена. Во второй половине 1997 года играл в российской «Балтике», где имел мало игровой практики, и в 1998 году вернулся в Витебск. В 1999 году играл в Китае за команду «Ухань Хунтао», которая заняла последнее 14-е место в чемпионате. В 2000 году окончательно вернулся в Беларусь, играл в разных клубах Высшей и Первой лиг. Закончил профессиональную карьеру в 2006 году в составе «Витебска», но позже ещё иногда появлялся на поле (в 2009 и 2013 годах, а также в 2019 году, когда сыграл за команду «Детскосельский» из Городка в матче Кубка Беларуси). Всего за «Витебск» сыграл в общей сложности сыграл 185 матчей и забил 52 мяча.

## Карьера за сборную
Дебют за сборную Беларуси состоялся 30 января 1993 года в товарищеском матче против сборной Перу. Всего за сборную Вехтев провёл 4 матча.

## Карьера тренера
С 2007 года стал работать в тренерском штабе «Витебска». Помогал главному тренеру Юрию Коноплеву, несколько раз вместе с ним оставлял клуб и возвращался в него. В июле 2014 года был назначен сначала исполняющим обязанности, а скоро и главным тренером «Витебска». Вместе с Вехтевым витебский клуб занял третье место в Первой лиге 2014 и по итогам стыковых матчей с могилевском «Днепром» вернулся в Высшую лигу.
В декабре 2014 года стало известно, что Вехтев останется главным тренером «Витебска» в сезоне 2015. В начале сезона команда шла в середине таблицы, однако позже получила восьмиматчевую серию без побед и опустилась на последнюю строчку. 7 июля 2015 года, после домашнего поражения от «Минска» (0:4), Вехтев подал в отставку.
В августе 2018 года стал главным тренером «Орши». По окончании сезона 2019 покинул должность.
В январе 2021 года стал главным тренером женской команды «Витебск».
В сентябре 2021 года возглавил российский клуб «Пересвет» Домодедово из второго дивизиона ФНЛ. В августе 2022 года, после назначения новым главным тренером Владимира Тункина, сообщалось, что Вехтев останется в тренерском штабе «Пересвета». В сентябре 2022 года стал главным тренером «Электрона» из Великого Новгорода. По окончании сезона 2022/23 покинул «Электрон» в связи с истечением срока действия контракта (в 22 матчах под руководством Вехтева «Электрон» одержал три победы; по итогам сезона Второй лиги команда заняла последнее место в своей группе) и 19 июля вновь возглавил женскую команду Витебска.

## Достижения
- Чемпион Беларуси: 2001
- Серебряный призёр чемпионата Беларуси: 1992/93, 1994/95
- Бронзовый призёр чемпионата Беларуси: 1993/94
- Обладатель Кубка Беларуси: 1997/98, 2000/01